# 黒龍江中医薬大学
黒竜江中医薬大学（こくりゅうこうちゅういやくだいがく、英語: Heilongjiang University of Chinese Medicine）は、ハルビン市香坊区に本部を置く中華人民共和国の国立大学。1954年創立、1959年大学設置。

## 概要
1954年に設立。医学、科学、文学、工学、管理、法学の6分野を学べる大学である。モットーは、勤勉、真実の追求、多様性と革新。
また、中医薬博物館がある。

## 学部
- 基礎教育学院
- 臨床医学学院
- 成人医学学院
- 薬学院
- 鍼灸推拿学院
- 国際教育学院
- 人文与管理学院
- 佳木斯学院

## 付属病院
- 黒竜江中医薬大学第一附属医院
- 黒竜江中医薬大学第二附属医院
- 黒龍江中医薬大学附属第二医院哈南分院
- 黒龍江中医薬大学附属第四医院(黒龍江省康复医院)

## 黒龍江中医薬大学日本校
黒竜江中医薬大学日本校は、東京都渋谷区恵比寿に所在する中医学を教育する教育機関である。1994年3月に前身の「第一中医気功生態専門学院」が開校。2007年1月に『黒竜江中医薬大学日本校』に改称。

## 対外関係

### 日本における協定校
- 北海道薬科大学
- 北海道科学大学
- 名古屋市立大学 薬学研究科・薬学部
- 加計学園